# 屏峰塔
屏峰塔为河南省新密市城区以北的青屏山上的一座古塔，又名“文峰塔”。

## 简介
屏峰塔始建于清顺治十年（1653年），由密县知县李鹏鸣修建，后倒塌。清咸丰元年（1851年），由知县张廷玺、王绶林重建。屏峰塔高9层，19.045米，塔身由青砖垒砌，每层有六角形密檐叠涩层。塔基为正方形，由青石建造。塔顶有铁铸宝葫芦形塔刹。塔身第1、2层之间的西南面有塔铭。
2008年6月16日，屏峰塔被公布为第五批河南省文物保护单位。